# Huda Ben Amer
Huda Ben Amer (trong tiếng Ả Rập هدى بن عام) là một cựu chính trị gia Libya. Là tín đồ đi theo nhà cai trị Libya, Đại tá Muammar Gaddaf, bà là Thư ký của Đại hội đồng Thanh tra Kiểm soát Nhân dân và thị trưởng Benghazi cho đến Nội chiến Libya.
Ben Amer sinh ra ở Marj gần Benghazi và theo học tại Đại học Garyounis ở Benghazi. Xuất thân trong một gia đình nghèo bình thường, Ben Amer đã trở nên có tiếng tăm khắp đất nước tại một cuộc hành quyết công khai được tổ chức bởi chính phủ Gaddafi năm 1984. Sự kiện tại sân vận động bóng rổ Benghazi đã được thông báo là phiên tòa xét xử một trong những kẻ thù chính trị của Gaddafi, al-Sadek Hamed Al-Shuwehdy, một kỹ sư đứng đầu vận động hòa bình chống lại ách cai trị của đại tá. Nhưng thay vào đó họ lại tập hợp các trẻ em học sinh và sinh viên để chứng kiến vụ xử tử al-Shuwehdy bằng cách treo cổ. Trong khi người đàn ông bị treo cổ quằn quại trên giá treo, Ben Amer bước tới và nắm lấy chân của al-Shuwehdy, kéo anh ta xuống cho đến khi anh ta ngừng ngọ nguậy và chết.
Đây là cách phô bày sự tàn nhẫn, mà sau này bà lại lấy đó làm hãnh diện, bà được nhớ đến ở Benghazi với câu nói "chúng tôi không cần đàm phán, điều chúng tôi cần là treo cổ" — khoác lên bà sự kinh tởm trong dân chúng, mà người dân Benghazi đã cho bà cái biệt danh, Huda Al-Shannaga — "Huda the Executer" (Huda người thi hành án). Tuy nhiên, lại gây ấn tượng với Gaddafi, người đã theo dõi vụ hành quyết trực tiếp trên truyền hình. Sau đó, ông đã thăng chức Ben Amer lên các chức vụ cao trong chính phủ, bao gồm hai lần thị trưởng của Benghazi và một thành viên hàng đầu của Legion Thoria, tổ chức của ủy ban cách mạng Gaddafi. Đến cuối cùng, bà trở thành người yêu mến của Gaddafi và là một trong những người phụ nữ giàu có và quyền lực nhất ở Libya.
Trong cuộc nổi dậy vào đầu năm 2011, một đám đông đã xông vào biệt thự rộng ngổn ngang Ben Amer ở Benghazi, khi thấy bà đã tẩu thoát, họ đã thiêu rụi nó. Sau đó vào tháng 3 năm 2011, bà được thấy bên cạnh Gaddafi trên truyền hình. Vào ngày 2 tháng 9 năm 2011, Guma el-Gamaty, điều phối viên Vương quốc Anh của Hội đồng Chuyển tiếp Quốc gia đã đăng trên Twitter rằng Ben Amer đã bị lực lượng NTC bắt giữ ở Tripoli.